# Ремболд фон Изенбург
Ремболд фон Изенбург (на немски: Rembold fon Izenburg; * ок. 1058) е граф на Изенбург от 1072 г.

## Произход
Той е единственият син на граф Ремболд I фон Изенбург (* ок. 1041; † 1072) и внук на Герлах I фон Нидерлангау (* ок. 966; † 1018).

## Фамилия
Ремболд се жени и има две деца:
- Ремболд I (* ок. 1092), fl 1130 – 1147, фогт на Трир, женен за дъщеря на граф Лудвиг фон Арнщайн и съпругата му Гуда фон Цютфен
- Герлах I (* ок. 1092)